# The Devil Is a Sissy
The Devil Is a Sissy is een Amerikaanse filmkomedie uit 1936 onder regie van W.S. Van Dyke. Destijds werd de film in Nederland uitgebracht onder de titel Schooiertjes.

## Verhaal
Claude is een welopgevoede, Britse jongen, die met zijn vader naar New York verhuist. Daar krijgt hij het al snel aan de stok met Gig en Buck. Hij neemt bokslessen en wordt zo'n goede vechter dat hij zich aansluit bij de jeugdbende van Gig. Ze willen samen 80 dollar verzamelen om een grafzerk te kopen voor de vader van Gig. Wanneer Buck en Gig erachter komen dat Claude de zoon is van een miljonair, besluiten ze hem te ontvoeren.

## Rolverdeling
| Acteur              | Personage            |
| ------------------- | -------------------- |
| Freddie Bartholomew | Claude Pierce        |
| Jackie Cooper       | Buck                 |
| Mickey Rooney       | Gig                  |
| Ian Hunter          | Jay Pierce           |
| Peggy Conklin       | Rose Hawley          |
| Katharine Alexander | Hilda Pierce         |
| Gene Lockhart       | Jim Murphy           |
| Kathleen Lockhart   | Mevrouw Murphy       |
| Jonathan Hale       | Rechter Holmes       |
| Etienne Girardot    | Mijnheer Crusenberry |
| Sherwood Bailey     | Bugs                 |
| Buster Slaven       | Six-Toes             |
| Grant Mitchell      | Paul Krumpp          |
| Harold Huber        | Willie               |
| Stanley Fields      | Joe                  |
| Frank Puglia        | Oma                  |
| Etta McDaniel       | Molly                |